# Barfly - Moscone da bar
Barfly - Moscone da bar (Barfly) è un film del 1987 diretto dal regista francese Barbet Schroeder e scritto da Charles Bukowski.

## Trama
Henry Chinaski è uno scrittore ubriacone che tutte le sere fa a botte con Eddie, il barista del The Golden Horn, il bar sotto casa. Una sera riesce a batterlo e questi non gli vuole più servire da bere. Henry allora va in un altro bar, dove fa la conoscenza di Wanda, un'ubriacona. Wanda, che si fa mantenere da un vecchio ricco innamorato di lei, porta Henry a casa sua e i due decidono di vivere insieme. Per mantenerla, Henry s'impone di cercare un lavoro, ma non ha successo. Inoltre scopre che Wanda ha passato la notte proprio con Eddie. I due litigano e Wanda se ne va, per poi tornare poco dopo.
Il giorno successivo tocca a lei andare a cercare lavoro, mentre Henry riceve la visita di Tully, una giovane e bella donna che dirige una rivista letteraria. Tully dà a Henry cinquecento dollari per un suo racconto che vuole pubblicare e lo porta nella sua lussuosa villa. I due si ubriacano e passano la notte insieme. Tully si è innamorata di lui e gli offre di vivere con lei, ma Henry si rifiuta di vivere in quella "gabbia dorata", dicendo che ha bisogno di stare nella strada. Henry torna da Wanda e con i soldi del racconto vanno a festeggiare al Golden Horn, dove offrono da bere a tutti. Al locale arriva Tully, che verrà pestata da Wanda.

## Produzione
Il film, prodotto da Francis Ford Coppola e dallo stesso Barbet Schroeder, vede la partecipazione di Mickey Rourke nel ruolo di Henry Chinaski, alter ego di Bukowski, di Faye Dunaway e dello stesso scrittore in un cameo come cliente di un bar.

## Distribuzione
Il film è stato presentato in concorso al 40º Festival di Cannes.

## Riconoscimenti
- 1987 - Festival di Cannes
  - Candidatura alla Palma d'oro
- 1987 - Golden Globe
  - Candidatura come Miglior attrice a Faye Dunaway
- 1987 - Independent Spirit Award
  - Candidatura come Miglior fotografia a Robby Müller
  - Candidatura come Miglior attore protagonista a Mickey Rourke

## Riferimenti in altri media
- Il romanzo Hollywood, Hollywood!, dello stesso Bukowski, racconta i problemi della realizzazione di questo film.
- A Barfly si fa riferimento nel film del 2009 Precious.[non chiaro]
- Diversi riferimenti a Barfly sono presenti nella canzone Green Corn, contenuta nell'album Ribbed dei NOFX.[non chiaro]